# Чемпионат Армении по волейболу среди женщин
Чемпионат Армении по волейболу среди женщин — ежегодное соревнование женских волейбольных команд Армении. Проводится с 1992 года по системе «весна—осень». В ряде турниров также принимали участие команды из непризнанной Нагорно-Карабахской Республики. 
С 2013 чемпионат проходит в рамках женской национальной лиги.

## Формула соревнований
Чемпионат 2019 состоял из двух этапов — предварительного и финального. На предварительной стадии команды провели двухкруговой турнир. Две лучшие команды в финальном матче разыграли первенство, 3-я и 4-е — бронзовые награды. 
В чемпионате 2019 играли 5 команд: КхМОММ (Ереван), «Ван» (Ереван), «Арцах» (Степанакерт (Ханкенди), непризнанная НКР), ЕПЛХ (Ереван), «Аван» (Ереван). Чемпионский титул в 4-й раз подряд выиграла команда КхМОММ, победившая в финале «Ван» 3:1. 3-е место занял «Арцах».

## Чемпионы
- 1992 «Оазис» Вагаршапат
- 1993 «Оазис» Вагаршапат
- 1994 «Оазис» Вагаршапат
- 1995 «Оазис» Вагаршапат
- 1996 ФИМА Ереван
- 1997 ФИМА Ереван
- 1998 «Нжде» Ереван
- 1999 «Нжде» Ереван
- 2000 «Артик» Ереван
- 2001 «Нжде» Ереван
- 2002 «Сисиан»
- 2003 «Сисиан»
- 2004 «Нжде» Ереван
- 2005 «Сисиан»
- 2006 «Нжде» Ереван
- 2007 «Нжде» Ереван
- 2008 «Нжде» Ереван
- 2009 «Нжде» Ереван
- 2010 «Сисиан»
- 2011 «Сисиан»
- 2012 «Сисиан»
- 2013 «Сисиан»
- 2014 «Нжде» Ереван
- 2015 «Нжде» Ереван
- 2016 КхМОММ Ереван
- 2017 КхМОММ Ереван
- 2018 КхМОММ Ереван
- 2019 КхМОММ Ереван